# Viking Octantis
Die Viking Octantis ist ein Kreuzfahrtschiff der Schweizer Reederei Viking Ocean Cruises. Es wird von Viking Expeditions Cruises für Expeditionskreuzfahrten in den Polargebieten, entlang des nord- und südamerikanischen Kontinents und auf den Großen Seen vermarktet.

## Geschichte
Das von Vard Design speziell für Expeditionskreuzfahrten entworfene Schiff wurde am 13. Juli 2018 bestellt. Zuvor war im April 2018 eine entsprechende Absichtserklärung unterzeichnet worden. Das Schiff wurde unter der Baunummer 906 von der Vard Group gebaut. Der Schiffsrumpf wurde auf der Vard-Werft in Tulcea, Rumänien, gebaut, die Ausrüstung erfolgte auf der Werft in Søviknes, Norwegen. Die Kiellegung fand am 16. Dezember 2019, das Aufschwimmen im Baudock am 21. Dezember 2020 statt. Fertigstellung und Ablieferung des Schiffes erfolgten am 22. Dezember 2021. Die Baukosten beliefen sich auf umgerechnet rund 275 Mio. US-Dollar. Der Schiffsrumpf wurde noch während der Bauphase leicht verändert, um auch den Wellandkanal und damit die Großen Seen oberhalb des Ontariosees befahren zu können. Im ursprünglichen Entwurf wäre das Schiff für die Passage des Wellandkanals etwas zu breit gewesen.
Das Schiff war das erste Expeditionskreuzfahrtschiff der Reederei und zusammen mit dem Schwesterschiff Viking Polaris das bis dahin größte von Vard gebaute Schiff. Die Inneneinrichtung wurde von den Unternehmen Rottet Studio in Los Angeles und SMC Design in London entworfen. Beide Unternehmen wurden bei den „Cruise Ship Interior Awards 2021“ für ihre Arbeit als „Design Studio Team of the Year“ ausgezeichnet. Für das Außendesign zeichnete das Unternehmen Clifford Denn Design in Biot verantwortlich.
Die Taufe der Viking Octantis war ursprünglich für April 2022 in New York City vorgesehen, wurde aber erst am 30. September 2022 durchgeführt. Taufpatin war die Norwegerin Liv Arnesen, die 1994 als erste Frau auf Skiern zum Südpol gelangte.
Das Schiff wird von Wilhelmsen Ship Management (Norway) in Lysaker bereedert.

## Technische Daten und Ausstattung
Das Schiff wird dieselelektrisch durch zwei Elektromotoren mit jeweils 5500 kW Leistung angetrieben, die auf zwei ABB-Propellergondeln wirken. Es ist mit drei Querstrahlsteueranlagen ausgerüstet und verfügt über ein System zur dynamischen Positionierung und kann damit die Position halten, ohne ankern zu müssen. Dies schont den Meeresboden insbesondere in empfindlichen Ökosystemen.
Für die Stromerzeugung stehen vier von MAN-Dieselmotoren des Typs 8L32/44CR mit jeweils 4800 kW Leistung angetriebene AEM-Generatoren zur Verfügung. Weiterhin steht ein von einem Dieselmotor von Isotta Fraschini Motori angetriebener Notgenerator zur Verfügung.
Das Vorschiff ist anders als mit einem üblicherweise nach vorne ausfallenden Steven mit einem vertikal relativ geraden Bug gebaut. Dies verlängert die Wasserlinie des Schiffs und soll unter anderem dessen Stabilität vergrößern und zu einem verringerten Kraftstoffverbrauch führen. Das Schiff ist mit Flossen- und Tankstabilisatoren ausgerüstet. Der Rumpf des Schiffes ist eisverstärkt. Das Schiff ist mit der Polarklasse 6 klassifiziert.
Die Einrichtungen für die Passagiere sind auf sieben Decks untergebracht. Das Schiff verfügt über 189 Kabinen für 378 Passagiere. Alle Kabinen sind Außenkabinen, größtenteils mit französischem Balkon. Die Schiffsbesatzung besteht aus 256 Personen, die in 157 Kabinen untergebracht sind. Insgesamt dürfen sich maximal 646 Personen an Bord aufhalten. Die Kreuzfahrten des Schiffes werden regelmäßig von einem 36-köpfigen Team unter anderem mit Expeditionsleiter, Wissenschaftlern, Lektoren und Reiseführern begleitet.
Für die Passagiere stehen unter anderem mehrere Restaurants, Bars und ein Café, ein Fitness- und Spa-Bereich sowie Aufenthaltsräume und eine Bibliothek zur Verfügung. Im hinteren Bereich des Schiffes ist ein Hörsaal eingerichtet, der an die Aula der Universität Oslo angelehnt ist. Der Hörsaal verfügt nach drei Seiten über bodentiefe Fenster. Diese können von innen verdeckt werden, so dass ein geschlossener und verdunkelter Raum entsteht. Der Hörsaal kann dann beispielsweise für Filmvorführungen genutzt werden. Hierfür kann eine unter der Decke angebrachte Leinwand heruntergefahren werden.
Unterhalb des Hörsaals und dem dahinterliegenden offenen Decksbereich befindet sich ein Hangar, in dem zwei Beiboote, mehrere Festrumpfschlauchboote und Kajaks sowie zwei Tauchboote mitgeführt werden. Die Beiboote können über eine Ablaufbahn ins Wasser gelassen und auch wieder an Bord genommen werden. Die Passagiere können so bereits im wettergeschützten Hangar an Bord der Beiboote gehen. Mithilfe eines Krans können Schlauchboote, Tauchboote oder andere Ausrüstung ausgesetzt und wieder an Bord genommen werden.
An Bord befindet sich ein wissenschaftlicher Bereich mit Laboreinrichtungen. Hier können mitfahrende Wissenschaftler Forschungsarbeiten durchführen. Ein Schwerpunkt liegt auf Forschung und Dokumentation im Bereich des Klimawandels. Die Reederei arbeitet dafür mit dem Scott Polar Research Institute der University of Cambridge, dem Cornell Lab of Ornithology der Cornell University und der National Oceanic and Atmospheric Administration (NOAA) zusammen.
Der wissenschaftliche Bereich ist den Passagieren ebenfalls zugänglich.